# Saint-Sulpice (Canadà)
Saint-Sulpice és una municipalitat ubicada a la regió quebequesa de Lanaudière, i forma part de L'Assomption Regional County Municipality. Se sitúa en la banda nord del Riu Sant Llorenç i el seu terme inclou bona part de les Illes Verchères.

## Història
A partir del 1680, colònies franceses es van establir en aquesta àrea, adeqüant el terreny per al conreu. En aquella època era part del Senyoriu de Saint-Sulpice, que pertanyia a la Societat homònima. El 1640, el Senyoriu va atorgar una concessió al Baró de Fancamp, en Pierre Chevrier, i a Jerôme Le Royer.
El 1715 comptava amb l'únic molí fariner de la zona en funcionament. El 1722 es va formar la Parròquia de Saint-Sulpice, tot prenent el nom del Senyoriu, i el 1845, es va formar la municipalitat. Nou anys després, va obrir l'oficina postal.

## Demografia
- Població el 2006: 3332 habs., un 0,3% menys que al cens del 2001.

- La llengua principal és el francés (97,3%), seguit de l'anglès (0,5%). Un 0,7% declaran ambdues llengües com a idioma matern.